# سباق باريس روبيه 2007
سباق باريس-روبيه 2007، هو السباق رقم 105 من سباق باريس-روبيه للدراجات الذي يقام ليوم واحد، والذي يُعرف غالبًا باسم "جحيم الشمال". أقيم السباق في 15 أبريل 2007 على مسافة 259 كيلومترًا (160.9 ميلًا). كان من بين المتنافسين الأوائل بطل عام 2006 فابيان كانسيلارا وبطل عام 2005 توم بونين. وعلى الرغم من أن السباق يقام على مسار مسطح، فإن الطقس السيئ غالبًا والأقسام الطويلة من الطرق المرصوفة بالحصى تجعل السباق صعبًا، ونادرًا ما يتميز بنهاية سريعة جماعية. السباق جزء من جولة برو تور 2007 التابعة للاتحاد الدولي للدراجات.